# Middleburg (Virginia)
Middleburg è una città della Virginia.

## Storia
La città fu fondata nel 1787 dal tenente colonnello della guerra d'indipendenza americana, John Leven Powell. Acquistò la terra a $2,50 per acro nel 1763 da Joseph Chinn, un cugino di George Washington. La località venne dapprima chiamata "Chinn's Crossroads" e quindi Powell Town. Il nome Middleburgh e più tardi, semplicemente Middleburg, venne dato quando Powell volle rinunciare ad avere una città intitolata col proprio nome. Middleburg si trova a metà strada tra il porto di Alexandria e Winchester, sulla strada di Ashby Gap parallela alla U.S. Route 50.
Nel 1863 Middleburg è stata teatro di due scontri durante la campagna di Gettysburg della guerra civile americana. Dal 1900 Middleburg cominciò ad accogliere visitatori che partecipavano alla caccia alla volpe e alle gare di cavalli. Il villaggio, presto, guadagnò la reputazione di "nazione del cavallo e capitale della volpe", attirando prominenti visitatori da tutti gli Stati Uniti. A Middleburg si trova l'edificio di 15.000 metri quadrati dove ha sede la  National Sporting Library con il centro di ricerca sui cavalli, il campo sportivo, e il museo.
Nel 1961, gli attivisti per i diritti civili fecero pressione su John Fitzgerald Kennedy sulla questione della segregazione razziale durante la sua permanenza nei pressi della città. Il quartiere storico di Middleburg, che comprende il centro del XIX secolo, è elencato sul registro nazionale statunitense dei luoghi storici. L'edificio più antico della città, il Red Fox Inn, fu realizzato nel 1728 da Joseph Chinn.

## Società

### Evoluzione demografica
Al censimento del 2000, la composizione etnica (definita secondo lo U.S. Census Bureau) della popolazione era la seguente: 76,58% bianchi, 20,25% afroamericani, 0,16% asiatici, 1,27% di altre etnie e 1,74% di etnia mista. Il 4,27% è di cultura ispanica o latinoamericana.
Si contavano 322 nuclei familiari, di cui il 20,2% con figli di età inferiore ai 18 anni. L'età mediana della popolazione era di 44 anni.
Il reddito annuo mediano dei capofamiglia era di $40.625, il reddito mediano per una famiglia era di $60.313. Gli uomini avevano un reddito mediano di $41.875 contro i $32.708 delle donne. Circa il 6,7% delle famiglie (il 9,9% della popolazione) era sotto la soglia di povertà.

## Riferimenti nella cultura popolare statunitense
Middleburg è indicata come il luogo dove si trovano i misteriosi cerchi nel grano del film horror-parodia "Scary Movie 3" (2003). 
Il film mostra una mappa reale della zona di Middleburg, comprensiva delle reali città limitrofe e del tracciato della Route 15.
Le scene ambientate nel New Hampshire nell'episodio "Manchester" della terza stagione di The West Wing sono state girate a Middleburg.